# Körösgyéres község
Körösgyéres község (románul: Comuna Girișu de Criș) község Bihar megyében, Romániában. Központja Körösgyéres, hozzá tartozik Köröstarján.

## Népessége
A 2011-es népszámlálás adatai alapján a község népessége 3588 fő volt.

## Története
2008-ban a korábban a községhez tartozó Vizesgyán és Körösszeg falvak önálló községgé alakultak.